# Iwo Jima (jeu vidéo)
Iwo Jima est un jeu vidéo de type wargame développé par John Bethell et publié par Personal Software Services en 1986 sur Commodore 64 avant d'être porté sur ZX Spectrum. Le jeu se déroule pendant la bataille d'Iwo Jima de Seconde Guerre mondiale. Le joueur y contrôle les Américains et a pour objectif d’éliminer les troupes terrestres, navales et aériennes des Japonais. À sa sortie, il reçoit un accueil mitigé dans la presse spécialisée qui salue sa facilité d’utilisation mais critique ses graphismes et ses mécanismes de jeu.

## Trame
Iwo Jima retrace la bataille d'Iwo Jima qui se déroule dans l’océan Pacifique pendant la Seconde Guerre mondiale et lors de laquelle les forces américaines tentent de prendre le contrôle de l’île d’Iwo Jima alors contrôlé par l’armée impériale japonaise.

## Système de jeu
Iwo Jima est un wargame qui simule la bataille d'Iwo Jima de la Seconde Guerre mondiale. Le joueur y commande les forces américaines et tente de reprendre le contrôle de l’île d’Iwo Jima, occupées par les forces japonaises. Le jeu se déroule au tour par tour et, suivant le niveau de difficulté, une partie dure entre 32 et 36 tours de jeu. L’objectif du joueur est d’éliminer la totalité des forces japonaises de l’île avant la fin de la partie,. Pour cela, il dirige ses troupes par l’intermédiaire d’un système de menu qui lui donne accès à quatre commandes : déplacement, attaque, atterrissage et passer son tour. 
Au début d’une partie, le joueur alloue une certaine quantité de troupe à l’établissement d’une tête de pont sur l’une des six plages de l’île. Certaines de ces plages sont parsemées de mines, ce qui peut compliquer la tâche des troupes américaines. Au cours de la partie, les forces japonaises peuvent fortifier leur position, lancer des attaques aériennes et même réaliser des attaques suicides lorsque leurs unités sont sur le point d’être éliminées. Si les conditions météorologiques le lui permettent, le joueur peut lui aussi lancer des attaques aériennes mais uniquement si les forces américaines sont attaquées ou si les troupes ennemies se sont retranchées dans une position inaccessible. Le joueur peut également demander des renforts à sa flotte de guerre,. Les navires qui composent cette dernière peuvent cependant être détruits par l’aviation japonaise ou par un sous-marin. Le joueur a l’opportunité de détruire les avions ennemis, mais n’a aucune possibilité de se débarrasser du sous-marin,,.

## Développement et publication
Iwo Jima est développé par John Bethell et publié au Royaume-Uni par Personal Software Services en 1986 sur Commodore 64, avant d’être porté sur ZX Spectrum,. Le jeu est réédité au Royaume-Uni par Personal Software Services en 1987 dans une compilation qui inclut également  The Battle For Midway (1984). Le jeu est également édité aux États-Unis par Firebird Software en 1986 sur Commodore 64 et Commodore 128 dans une compilation qui inclut également  Falklands '82 (1986),.

### Accueil
| Iwo Jima      |      |       |
| Média         | Pays | Notes |
| CVG           | GB   | 5/10  |
| Crash         | GB   | 6/10  |
| Your Sinclair | GB   | 6/10  |
| Sinclair User | GB   | 3/5   |